# Plyš

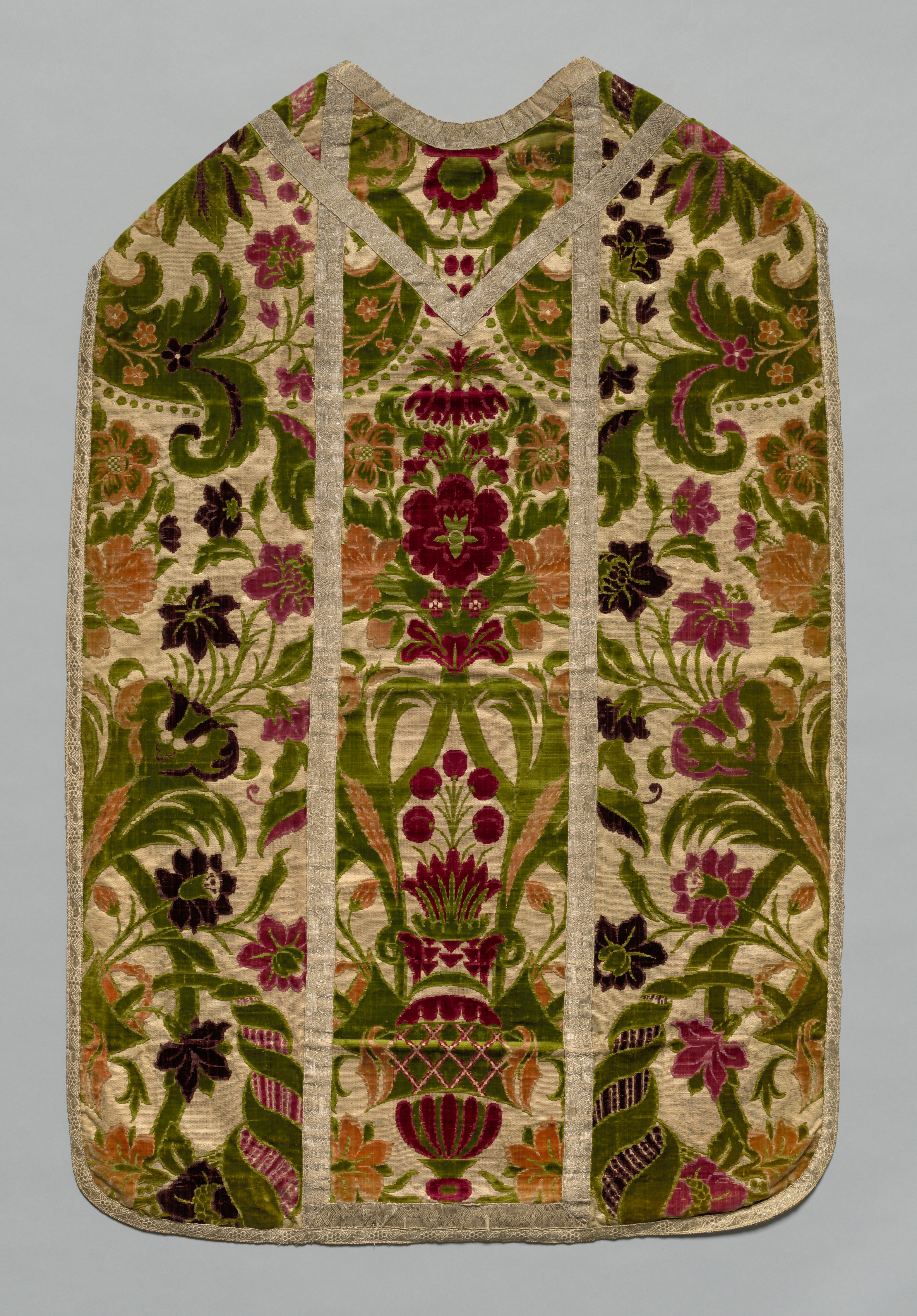
Tkaný plyš s kombinací řezaných a celých smyček (italský Janov ze začátku 17. století)

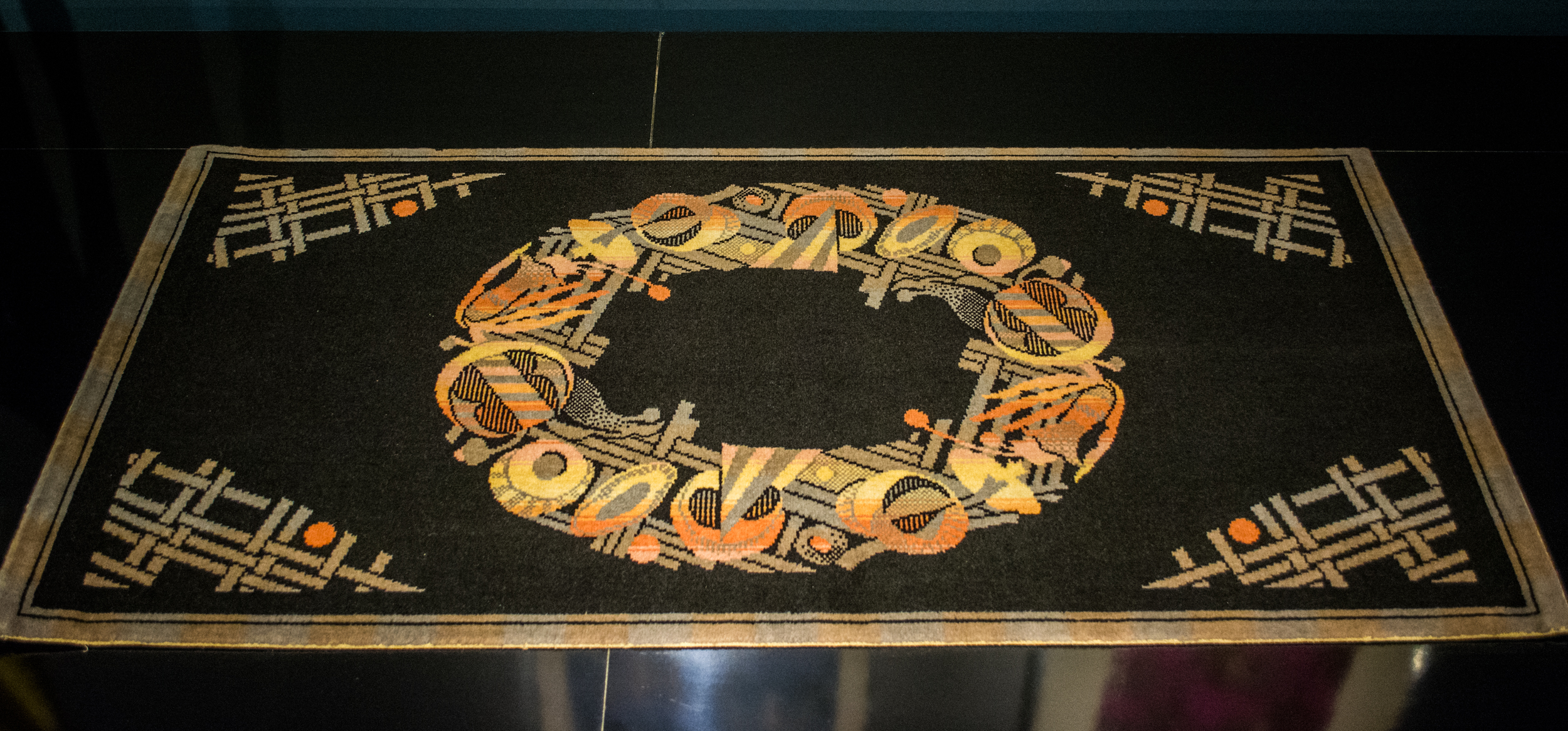
Vlněný wiltonský koberec asi z roku 1928

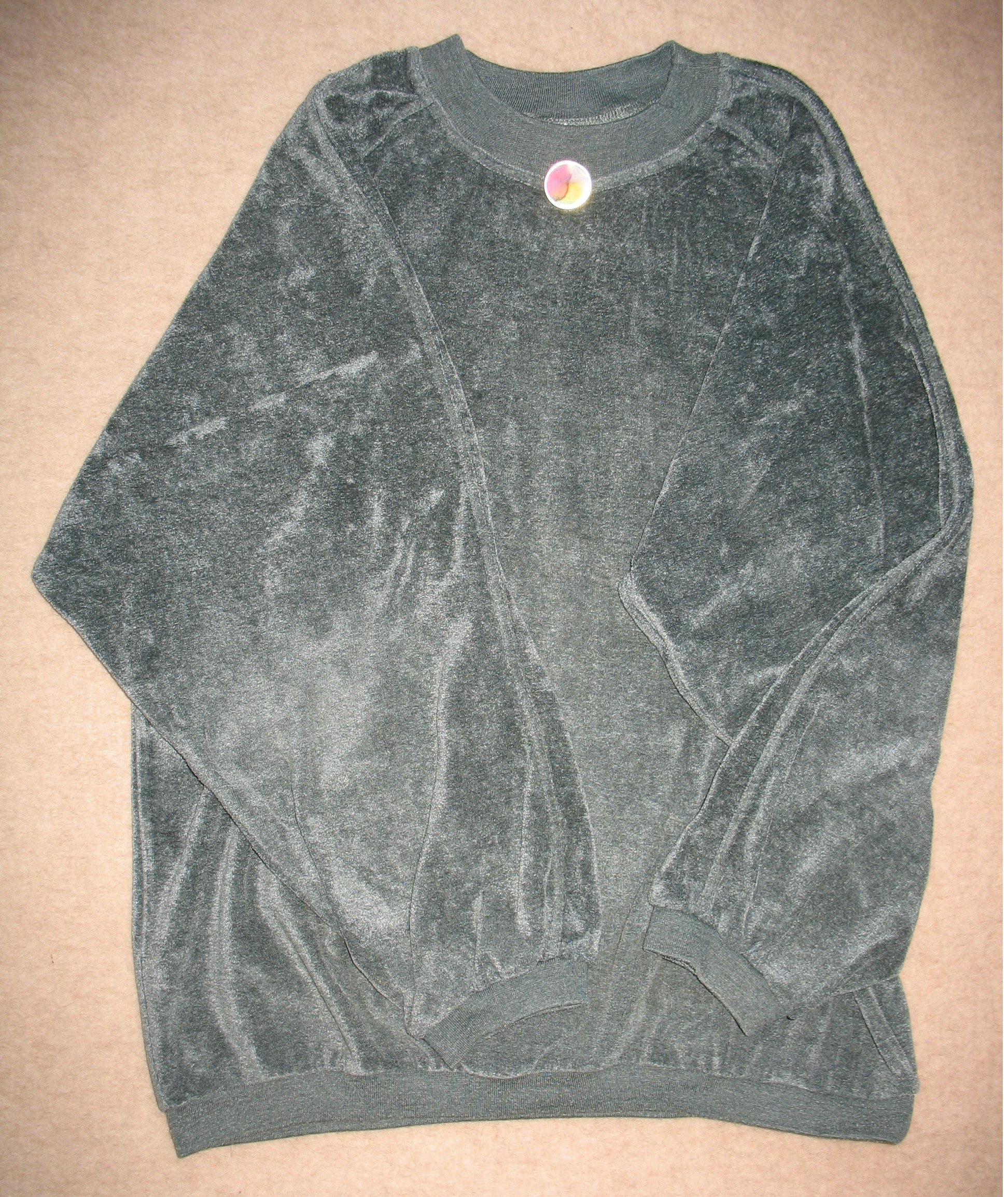
Plyšová mikina z konce 20. století

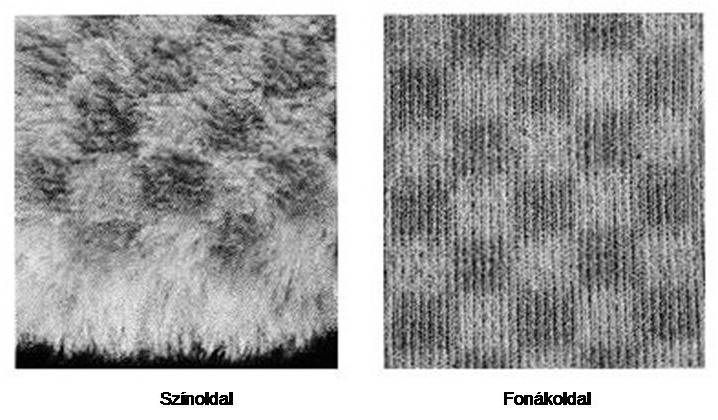
Dlouhovlasý pletený plyš (líc vlevo, rub vpravo), snímek z roku 2012

Plyš je vlasová textilie s povrchem z celých nebo řezaných smyček.
Vlas plyše je zpravidla delší, řidší a hebčí než u sametu, špičky vlasu mají odstávat od základní plochy nejméně 3 mm (podle některých odborníků nejméně 5 mm).
Výraz plyš pochází ze střední Francie, kde se začal používat koncem 16. století. Je odvozen od slova peluchier = česat, které se vztahuje k počesávání vlasových nití při finální úpravě plyše.
Pojem plyš není jednoznačně definován. V popisech omaku a vzhledu jsou mezi jednotlivými druhy vlasových textilií jen nepatrné rozdíly, resp. hodnocení jsou vzájemně zaměnitelná.
Jedna z definicí pro přiřazení podle na délky vlasu je např.:
samet – do 2 mm, velur 2-4 mm, plyš - nad 4 mm

## Druhy plyše

### Tkaný plyš
Způsob výroby plyšů je téměř shodný se tkaním sametů. Podrobnosti jsou popsány v článku Samet.

### Pletený plyš
- Na osnovních stávcích: Smyčky z vlasových nití se tvoří s pomocí speciálních kladení niti kladecích jehel, které mohou být řízeny  žakárem. Některé osnovní stávky jsou vybaveny stříhacím zařízením, u většiny pletenin se vlas krátí (na délku pod 2 mm) na postřihování textilií postřihovacích strojích.

Čínští výzkumíci vzorovali v roce 2024 pokusně plyše zvláštní metodou simulace 3D uzlíků. Dokázali, že se s pomocí algoritmu  DFS  dají vzorovat plyše s přesným rozdělením velikosti, barev a umístění uzlíků. Metoda má být spolehlivě použitelná i v průmyslovém měřítku.
- Na rašlech je instalována jedna lišta s jazýčkovými pletacími jehlami a jedna lišta s kolíky, kolem kterých se ovinují vlasové niti před tvorbou smyčky. Smyčky jsou spojeny se základní vazbou ve formě očka, chytové kličky nebo útku. Smyčky se mohou rozřezávat přímo na rašlu (instalovanými jehlami s nožíky) nebo na postřihovacím stroji.

Na rašlech se zhotovují (obzvlášť pestrobarevné) plyše také tak, že smyčky se tvoří z vlasových nití spojujících dva sloupce oček v řetízkové vazbě. Spojení se provádí s pomocí žakárového ústrojí.
- Na okrouhlých pletacích strojích se zhotovují plyše

- jednolícní technikou z jedné základní a jedné plyšové niti s pomocí platiny nebo s pomocí zvláštního kolečka, jehož kolíky zapadají do zářezů pletací jehly.
Velmi husté nebo vícebarevné plyše se pletou s pomocí žakárového ústrojí a dvou odděleně ovládaných platin
- oboulícní technikou se zhotovují plyše ze dvou nití s použitím speciálního vodiče nití a platiny. Niti se kladou na dvoudílnou pletací jehlu tak, že se na platině tvoří plyšové smyčky.

### Plyšové proplety
Ve 2. polovině 20. století bylo vyvinuto několik technologií výroby vlasových netkaných textilií. Např.:
- Malipol byla technologie a konstrukce stroje východoněmecké firmy MALIMO.

Princip: Tkanina (pletenina, fólie aj) se proplétá vlasovými nitěmi s pomocí dvoudílných jehel s hustotou do 5/cm a tvoří plyšové kličky s výškou do 3 mm.
Podobným způsobem se vyráběly plyše na stroji Araloop vynalezeném v Československu
Plyše se používaly na oděvy a nábytkové potahy. V 21. století je malipol (a araloop) známý jen z odborných slovníků.
- Voltex (vynález belgického původu) pracuje na principu proplétání tkaniny vlákny z mykané pavučinky, která se k ní kontinuálně přivádí. Na tkanině se vytváří s pomocí řady dvoudílných jehel až 5 mm vysoký vlas s hustotou do 10/cm rychlostí do 1500 řádků/min. Zařízení se staví s pracovní šířkou do 2500 mm.[7] Po úpravě počesáváním a postřihováním dostává proplet stejnoměrný, hustý povrch. Používá se na přikrývky, zimní oblečení, plyšové hračky aj.[9]

- Kunit a Multiknit byly vyvinuty v Německy v 90. letech 20. století. (Podrobnosti jsou na stránce Kunit).

### Plyšové koberce
Plyšový koberec je souhrnný pojem pro koberce se stříhaným vlasem.
Do této skupiny patří: axminsterský koberec, wilton, všechny ručně vázané koberce a všechny všívané koberce